# مروث
المروث أو الفَصعانة (الاسم العلمي: Coprinus)  هو جنس من الفطريات يتبع الفصيلة المروثية من رتبة الغاريقونيات. الاسم العلمي يعني يعيش على الروث.